# Berg, Oberfranken
Berg är en kommun och ort i Landkreis Hof i Regierungsbezirk Oberfranken i förbundslandet Bayern i Tyskland. Folkmängden uppgår till cirka 2 000 invånare, på en yta av 39 kvadratkilometer. Nämaste större stad är Hof. Svensk vänort är Bergs kommun.